# Johann Koerbecke
Johann Koerbecke (ur. ok. 1410/1420 Coesfeld lub w Münster, zm. 13 czerwca 1491) – niemiecki malarz czynny w Westfalii, przedstawiciel westfalskiej szkoły.

## Życie i praca
Od 1442 roku, po śmierci swojego ojca Hinricka Koerbecke’go, zamieszkał w rodzinnym domu matki w Münster. Kilkakrotnie wymieniany jest w archiwach miasta: w latach 1453 i 1484. Około 1460 „Joannes Koerbecke, de Meler” został wymieniony jako członek Bractwa Matki Bożej w kościele Świętego Idzi. Po śmierci jego warsztat prawdopodobnie do 1495 roku prowadziła jego żona Elsa. Miał dwóch synów: Hinricka, który został duchownym i Hermanna, który został malarzem.
Jego styl kształtował się pod wpływem Konrada z Soes, Stephana Lochnera i sztuki niderlandzkiej. Pierwsze prace powstałe w latach 1440–1450 (Ołtarz z Langenhorst) posiadają charakterystyczne dla jego sztuki połyskliwe barwy i perspektywiczne ujęcia przestrzeni. Postacie przez niego ukazywane, zwłaszcza głowy są żywo charakteryzowane. Współpracował lub poznał sztukę Mistrza Ołtarza z Schöppingen i Mistrza 1473 roku. Pod koniec swojego życia w jego stylu widoczne są wpływy Mistrza Życia Marii.